# شمال چین
شمال چین (به چینی: 华北؛ به معنی «شمال چین»)
یکی از دو منطقهٔ جغرافیایی مهم چین است که در شمال کشور چین واقع شده است. مرکز این ناحیه دشت شمال چین یا دشت رود زرد می‌باشد. شمال چین ۲٬۱۸۵٬۱۰۵ کیلومتر مربع مساحت و ۱۶۴٬۸۲۳٬۱۳۶ نفر جمعیت دارد. در این ناحیه زبان اکثر مردم زبان ماندارین است که پایهٔ چینی استاندارد است. این ناحیه از گذشته‌های دور و هم‌چنان تا امروز مرکز سیاسی، نظامی و فرهنگی چین بوده است. پایتخت چین، پکن در این ناحیه قرار دارد.

## تاریخ
در طول تاریخ، ناحیه وسیع قرار گرفته بین رود زرد تا رود یانگ‌تسه مرکز امپراتوری‌های بزرگ چین و کنفسیوس‌گرایی بوده‌است. در تاریخ رسمی چین، از این ناحیه به عنوان خاستگاه تمدن و فرهنگ چین یاد می‌شود. در دوران پیش از تاریخ، این ناحیه مرکز فرهنگ یانگ‌شائو و فرهنگ لانگ‌شان بوده‌است. انسان پکن به عنوان نمونه‌ای از انسان راست‌قامت با قدمت حدود ۶۸۰ تا ۷۸۰ هزار سال در همین ناحیه و در نزدیکی پکن امروزی پیدا شده‌است.

## جغرافیا و منابع
چگالی جمعیت در این ناحیه بسیار بالا است. منابع معدنی آهن و زغال سنگ فراوانی در این ناحیه وجود دارد. همچنین، پنبه و انواع غلات نظیر گندم در این سرزمین کشت می‌شود که در سال‌های اخیر به دلیل کمبود منابع آبی با مشکل مواجه شده‌است. آب و هوای نسبتاً خشک این منطقه اجازه کشت برنج را (بر خلاف جنوب چین) به مردم منطقه نمی‌دهد.

## فرهنگ
منطقه‌ی شمال چین و منطقه‌ی جنوب چین دو ناحیهٔ تقریبی فرهنگی کشور چین هستند که حول آن‌ها تفکرات قالبی فراوانی در میان مردم چینی شکل گرفته است. ریشه این دو مفهوم، به تفاوت‌های اقلیمی، جغرافیایی، فرهنگی، مشخصات فیزیکی ساکنان و نیز چند دوره‌ی تاریخی جدایی رسمی این دو قسمت از یکدیگر برمی‌گردد. برای مثال، مردم شمال چین قد بلندتر هستند، به زبان ماندارین با لهجه شمالی تکلم می‌کنند و بیشتر به غذاهای بر پایه گندم علاقه دارند.  (در مقابل مردم جنوب چین که بیشتر به غذاهای بر پایه برنج علاقه‌مند هستند.)
نویسنده مشهور چینی لو شون در دوره جمهوری چین (۱۹۴۹–۱۹۱۲)، در این باره نوشته است : «طبق مشاهدات من، شمالی‌ها صادق و رو راست هستند؛ و جنوبی‌ها باهوش و با مهارتند. این‌ها فضیلت‌های نسبی این دو گروه است.»

## شهرهای دارای جمعیت شهری بیش از یک میلیون
شهرهای با جمیعت بالای یک میلیون در این ناحیه در جدول زیر آورده شده‌اند. پایتخت‌های استانی پررنگ شده‌اند.
| #  | شهر        | ناحیه شهری | منطقه      | شهر        | استان | تاریخ سرشماری |
| -- | ---------- | ---------- | ---------- | ---------- | ----- | ------------- |
| ۱  | پکن        | ۱۶٬۴۴۶٬۸۵۷ | ۱۸٬۸۲۷,262 | 19,612,368 | BJ    | ۲۰۱۰-۱۱-۰۱    |
| ۲  | تیانجین    | ۹٬۵۶۲٬۲۵۵  | ۱۱٬۰۹۰٬۷۸۳ | 12,938,693 | TJ    | ۲۰۱۰-۱۱-۰۱    |
| ۳  | تائی‌یوان   | ۳٬۱۵۴٬۱۵۷  | ۳٬۴۲۶٬۵۱۹  | ۴٬۲01,592  | SX    | ۲۰۱۰-۱۱-۰۱    |
| ۴  | شیجیاژوانگ | ۲٬۷۷۰٬۳۴۴  | ۲٬۸۳۴٬۹۴۲  | ۱۰٬۱63,788 | HE    | ۲۰۱۰-۱۱-۰۱    |
| ۵  | تانگشان    | ۲٬۱۲۸٬۱۹۱  | ۳٬۱۸۷,171  | 7,577,289  | HE    | ۲۰۱۰-۱۱-۰۱    |
| ۶  | بائوتو     | ۱٬۹۰۰٬۳۷۳  | ۲٬۰۹۶,851  | 2,650,364  | NM    | ۲۰۱۰-۱۱-۰۱    |
| ۷  | هوهوت      | ۱٬۴۹۷٬۱۱۰  | ۱٬۹۸۰,774  | 2,866,615  | NM    | ۲۰۱۰-۱۱-۰۱    |
| ۸  | داتونگ     | ۱٬۳۶۲٬۳۱۴  | ۱٬۷۳۷,514  | 3,318,054  | SX    | ۲۰۱۰-۱۱-۰۱    |
| ۹  | هاندان     | ۱٬۳۱۶٬۶۷۴  | ۱٬۴۴۵,338  | 9,174,683  | HE    | ۲۰۱۰-۱۱-۰۱    |
| ۱۰ | بائودینگ   | ۱٬۰۳۸٬۱۹۵  | ۱٬۱۳۸٬۵۲1  | 11,194,382 | HE    | ۲۰۱۰-۱۱-۰۱    |